# Haeundae
Haeundae – południowokoreański film katastroficzny w reżyserii Yoona Je-kyoon, którego premiera odbyła się 22 lipca 2009 roku.

## Fabuła
Haeundae to niezwykle popularna plaża odwiedzana przez miliony turystów. Man-sik jest jednym z miejscowych mieszkańców Haeundae. Kilka lat temu mężczyzna przeżył tragedię. Jego współpracownik zginął podczas tsunami na głębokich wodach. Man-sik po tych wydarzeniach już nigdy nie wypłynął w morze. Zmienił swoje życie i zajmuje się prowadzeniem niewielkiej restauracji z owocami morza. Zamierza również oświadczyć się Yeon-hee, swojej wieloletniej partnerce. Brat mężczyzny pracuje jako ratownik. Wkrótce ratuje jedną z turystek i zakochuje się w niej. W międzyczasie geolog Kim Hwi prowadzi badania dotyczące tsunami, dzięki którym udaje mu się odkryć, że Morze Wschodnie zachowuje się podobnie, jak Ocean Indyjski podczas tsunami kilka lat wcześniej. Mimo to nikt nie przejmuje się odkryciem geologa.

## Obsada
Źródło: Filmweb

- Ha Ji-won – Gang Yeon-heui
- Park Joong-hoon – Kim Hwi
- Uhm Jung-hwa – Lee Yu-jin
- Lee Min-ki – Choi Hyeong-sik
- Sol Kyung-gu – Choi Man-shik
- Kang Ye-won – Kim Hee-mi
- Kim In-kwon – Oh Dong-choon
- Hwang Jung-min

## Nagrody
| Rok  | Miejsce              | Kategoria                             | Odbiorcy     | Wynik   | Źródło |
| ---- | -------------------- | ------------------------------------- | ------------ | ------- | ------ |
| 2010 | Baeksang Arts Awards | Daesang (Wielka nagroda)              | Yoon Je-kyun | Wygrana | [ 4 ]  |
| 2010 | Baeksang Arts Awards | Najlepszy debiut aktorski (mężczyzna) | Lee Min-ki   | Wygrana | [ 4 ]  |